# Gruta de Patsos
La gruta de Patsos en grec:Σπήλαιο του Αγίου Αντωνίου (de vegades Gruta de Sant Antoni (Ayios Antonis), o Cova d'Hermes Kranaios) és una cova de Creta, a Grècia. Es troba en la unitat perifèrica de Réthimno, a uns 15 km al nord-est de Spili.
La gruta de Patsos és en el costat oest del mont Ida. Una inscripció trobada a la cova mostra que el lloc va ser utilitzat com un santuari d'Hermes Kranaios a l'Antiguitat. El culte d'Hermes Kranaios s'explica per la presència de dues fonts que mantenen una temperatura constant per passar a través de la neu a la gorja del gelat riu Patsos. S'han trobat representacions de deïtats, com el Dèu guerrer o smiting god i del dèu siri Reshef figures d'animals i humanes de bronze i terracota, algunes amb motius pintats a partir del final de la civilització minoica, així com ofrenes variades. També es van trobar dos parells de banyes sagrades i diferents gerros romans als camps veïns.